# 僕は友達が少ないのディスコグラフィ
僕は友達が少ないのディスコグラフィでは、 『僕は友達が少ない』の関連CDについて記述する。発売元はメディアファクトリー、響。

## ドラマCD
ライトノベル『僕は友達が少ない』第6巻の特装版に封入された初のドラマCD。なお、第6巻は同作品で初の特装版と通常版の2種リリースであった。
収録内容
1. 序章 [0:31]
2. 惨劇のはじまり [7:25]
3. スタジオにて [11:30]
4. こえでおしごと [15:17]
5. 後日談 真の悲劇 [14:22]

## キャラクターソング

### 残念系隣人部★★☆
2011年10月26日に発売。
表題曲「残念系隣人部★★☆（星二つ半）」は、テレビアニメ『僕は友達が少ない』のオープニングテーマとして使用されている。歌は劇中で三日月夜空、柏崎星奈、楠幸村、志熊理科、羽瀬川小鳩、高山マリア役を演じている井上麻里奈、伊藤かな恵、山本希望、福圓美里、花澤香菜、井口裕香が歌っている。
カップリングの「笑顔のデッサン」は、原作第7巻特装版に同梱されているOVA『僕は友達が少ない』のエンディングテーマとして使用された。歌は劇中で三日月夜空、柏崎星奈役を演じている井上麻里奈、伊藤かな恵が歌っている。
ディスクジャケットには、三日月夜空、柏崎星奈、楠幸村、志熊理科、羽瀬川小鳩、高山マリアが描かれている。イラストは原作の挿絵を手掛けているブリキが担当している。
チャート成績
2011年11月7日付のオリコン週間シングルチャートで10位を獲得。初動売上は1.1万枚を記録した。オリコンデイリーシングルチャートでは、10月25日付で10位、10月26日、10月29日付で7位、10月27日付で9位、10月28日・30日付で8位を獲得し、6日連続でTOP10へのランクインを果たした。2011年10月度のオリコン月間シングルチャートで推定売上11,146枚を記録し、初登場45位を獲得した。
2011年11月7日付のBillboard JAPAN HOT 100で31位、Billboard JAPAN Hot Singles Salesで10位、Billboard Hot Animationで4位を獲得した。
2011年10月24日から10月30日調査分のサウンドスキャンの週間シングルCDソフトTOP20では10位を、2011年11月5日放送分のCOUNT DOWN TV内のThis Week's TOP 100では31位を獲得した。
ドワンゴが運営しているウェブサイトの2011年度の年間ランキングでは、「アニメロミックス 着うた」で68位、「アニメロ★うた 着うた」で35位、「超!アニメロ 着うたフル」で38位を獲得した。
収録曲
1. 残念系隣人部★★☆ [4:20]
歌：友達つくり隊[三日月夜空（井上麻里奈）、柏崎星奈（伊藤かな恵）、楠幸村（山本希望）、志熊理科（福圓美里）、羽瀬川小鳩（花澤香菜）、高山マリア（井口裕香）]
作詞：有森聡美、作曲・編曲：Tom-H@ck
  - テレビアニメ『僕は友達が少ない』オープニングテーマ

アップテンポの曲であり、友達作りの空回りを描いている[6]。
2. 笑顔のデッサン [3:22]
歌：三日月夜空（井上麻里奈）&柏崎星奈（伊藤かな恵）
作詞：hotaru、作曲：田村信二、編曲：yamazo
  - OVA『僕は友達が少ない』エンディングテーマ
3. 残念系隣人部★★☆（オリジナルカラオケ）
4. 笑顔のデッサン（オリジナルカラオケ）

### 私のキ・モ・チ
2011年11月25日に発売。表題曲「私のキ・モ・チ」は、テレビアニメ『僕は友達が少ない』のエンディングテーマとして使用されており、劇中で三日月夜空役を演じている井上麻里奈が歌っている。カップリング曲の「あたしのキ・モ・チ」は、柏崎星奈のキャラクターソングであり劇中で柏崎星奈役を演じている伊藤かな恵が歌っている。ディスクジャケットには三日月夜空が描かれている。イラストは原作の挿絵を手掛けているブリキが担当している。
チャート成績
2011年12月5日付のオリコン週間シングルチャートで22位を獲得。初動売上は0.7万枚を記録した。オリコンデイリーシングルチャートでは11月26日付で最高位の12位を記録した。
2011年12月5日付のBillboard JAPAN HOT 100で64位、Billboard JAPAN Hot Singles Salesで23位、Billboard Hot Animationで4位を獲得した。また、2011年12月3日放送分の『CDTV』内のThis Week's TOP 100では33位を獲得した。
収録曲
（全作詞：有森聡美、作曲：Tom-H@ck）
1. 私のキ・モ・チ [3:44]
歌：三日月夜空（井上麻里奈）
編曲：Tom-H@ck
  - テレビアニメ『僕は友達が少ない』エンディングテーマ

夜空の女の子らしい切ない気持ちを歌ったロック調の楽曲[8]。
2. あたしのキ・モ・チ [3:51]
歌：柏崎星奈（伊藤かな恵）
編曲：yamazo
3. 私のキ・モ・チ（オリジナルカラオケ）
4. あたしのキ・モ・チ（オリジナルカラオケ）

### 小鳩のうたってみた!
2012年8月29日に発売された。劇中アニメ『鉄の死霊術師』の主題歌・挿入歌のカバー曲が収録されている。2012年8月10日から8月12日まで東京ビッグサイトで開催された『コミックマーケット82』にて先行発売された。ディスクジャケットには羽瀬川小鳩が描かれている。イラストはアニメーション制作を手掛けたAIC Buildによる描き下ろし。
チャート成績
2011年9月10日付オリコン週間シングルチャートで54位を獲得。初動売上は0.1万枚を記録した。オリコンデイリーシングルチャートでは8月29日付で最高位の36位を記録した。また、2011年9月10日付のBillboard JAPAN Hot Singles Salesでは51位を獲得した。
収録曲
（全作詞：hotaru）
1. 誓願ノ詩 〜聖者の傷跡〜 [3:32]
作曲・編曲：eba
劇中アニメ『鉄の死霊術師』オープニングテーマ
2. 戦けよ、冥闇の王は降りた [3:42]
作曲：Tom-H@ck、編曲：yamazo
3. 誓願ノ詩 〜聖者の傷跡〜 カラオケ
4. 戦けよ、冥闇の王は降りた カラオケ

### Be My Friend
2013年2月6日に発売。表題曲「Be My Friend」は、テレビアニメ『僕は友達が少ないNEXT』のオープニングテーマに起用予定。歌は劇中で三日月夜空、柏崎星奈、楠幸村、志熊理科、羽瀬川小鳩、高山マリア役を演じている井上麻里奈、伊藤かな恵、山本希望、福圓美里、花澤香菜、井口裕香によるユニット・隣人部が歌っている。ディスクジャケットにはキャラクターデザイナー渡邊義弘による羽瀬川小鷹、三日月夜空、柏崎星奈、楠幸村、志熊理科、羽瀬川小鳩、高山マリアのイラストが描かれている。カップリングには羽瀬川小鳩と高山マリアのデュエット曲「ぶいえす!!らいばる!!」が収録されている。
収録曲
（全作曲・編曲：Tom-H@ck）
1. Be My Friend [3:45]
歌：隣人部[三日月夜空（井上麻里奈）、柏崎星奈（伊藤かな恵）、楠幸村（山本希望）、志熊理科（福圓美里）、羽瀬川小鳩（花澤香菜）、高山マリア（井口裕香）]
作詞：平坂読・hotaru
  - テレビアニメ『僕は友達が少ないNEXT』オープニングテーマ
2. ぶいえす!!らいばる!! [3:22]
歌：羽瀬川小鳩（花澤香菜）&高山マリア（井口裕香）
作詞：hotaru
3. Be My Friend（オリジナルカラオケ）
4. ぶいえす!!らいばる!!（オリジナルカラオケ）

### 僕らの翼
2013年2月6日に発売。表題曲「僕らの翼」は、テレビアニメ『僕は友達が少ないNEXT』のエンディングテーマとして使用された。歌はオープニングテーマと同じく、劇中で三日月夜空、柏崎星奈、楠幸村、志熊理科、羽瀬川小鳩、高山マリア役を演じている井上麻里奈、伊藤かな恵、山本希望、福圓美里、花澤香菜、井口裕香によるユニット・隣人部が歌っている。ディスクジャケットにはキャラクターデザイナー渡邊義弘による三日月夜空と柏崎星奈のイラストが描かれている。カップリングには羽瀬川小鷹のキャラクターソングである「思い出シュノーケル」が収録されている。
収録曲
（全編曲：yamazo）
1. 僕らの翼 [4:32]
歌：隣人部[三日月夜空（井上麻里奈）、柏崎星奈（伊藤かな恵）、楠幸村（山本希望）、志熊理科（福圓美里）、羽瀬川小鳩（花澤香菜）、高山マリア（井口裕香）]
作詞：平坂読・稲葉エミ、作曲：yamazo
  - テレビアニメ『僕は友達が少ないNEXT』エンディングテーマ
2. 思い出シュノーケル [3:54]
歌：羽瀬川小鷹（木村良平）
作詞：hotaru、作曲：Tom-H@ck
3. 僕らの翼（オリジナルカラオケ）
4. 思い出シュノーケル（オリジナルカラオケ）

## サウンドトラック

### 僕は友達が少ない オリジナルサウンドトラック
2011年12月21日に発売。テレビアニメのオープニングテーマ・エンディングテーマのTVサイズバージョン、BGMが収録されている。全曲の作曲・編曲はTom-H@ckが手掛けている。ディスクジャケットには三日月夜空、柏崎星奈が描かれている。イラストは原作の挿絵を手掛けているブリキが担当している。
ディスクはオーディオCDパート、データCDパートの構成になっており、データCDパートにはパソコン対応のスペシャルコンテンツ特典として主題歌の「残念系隣人部★★☆」、「私のキ・モ・チ」の耳コピ用MP3が収録されている。
収録曲
| トラック           | 曲名                                       | 作曲               | 編曲               |
| オーディオCDパート | オーディオCDパート                         | オーディオCDパート | オーディオCDパート |
| ------------------ | ------------------------------------------ | ------------------ | ------------------ |
| 01                 | 隣人部かつどう中                           | Tom-H@ck           | Tom-H@ck           |
| 02                 | 隣人部きゅうけい中                         | Tom-H@ck           | Tom-H@ck           |
| 03                 | 隣人部こんらん中                           | Tom-H@ck           | Tom-H@ck           |
| 04                 | だめだこいつ はやくなんとかしないと        | Tom-H@ck           | Tom-H@ck           |
| 05                 | 女狐VS肉                                   | Tom-H@ck           | Tom-H@ck           |
| 06                 | 理科×夜空                                  | Tom-H@ck           | Tom-H@ck           |
| 07                 | 変態乳牛                                   | Tom-H@ck           | Tom-H@ck           |
| 08                 | あぁ〜ん                                   | Tom-H@ck           | Tom-H@ck           |
| 09                 | 何か裏があるですね                         | Tom-H@ck           | Tom-H@ck           |
| 10                 | 結局こんな感じになりました                 | Tom-H@ck           | Tom-H@ck           |
| 11                 | ふぁんきーあこーすてっく                   | Tom-H@ck           | Tom-H@ck           |
| 12                 | ゲーム「モンスター狩人」よりFinal Battle   | Tom-H@ck           | Tom-H@ck           |
| 13                 | ゲーム「モンスター狩人」よりStage          | Tom-H@ck           | Tom-H@ck           |
| 14                 | のんびーり                                 | Tom-H@ck           | Tom-H@ck           |
| 15                 | おもちゃっぽいファンキー                   | Tom-H@ck           | Tom-H@ck           |
| 16                 | 映画なはがない                             | Tom-H@ck           | Tom-H@ck           |
| 17                 | リア充の気分                               | Tom-H@ck           | Tom-H@ck           |
| 18                 | くらしっくピアノな感じ                     | Tom-H@ck           | Tom-H@ck           |
| 19                 | 野生の変拍子                               | Tom-H@ck           | Tom-H@ck           |
| 20                 | 小鷹はトモちゃんが見えない                 | Tom-H@ck           | Tom-H@ck           |
| 21                 | うれしはずかし                             | Tom-H@ck           | Tom-H@ck           |
| 22                 | ゆにばぁぁあああ〜〜〜〜〜す!!!!           | Tom-H@ck           | Tom-H@ck           |
| 23                 | リア充の妄想                               | Tom-H@ck           | Tom-H@ck           |
| 24                 | あいきゃっちその1                          | Tom-H@ck           | Tom-H@ck           |
| 25                 | あいきゃっちその2                          | Tom-H@ck           | Tom-H@ck           |
| 26                 | はがないバック                             | Tom-H@ck           | Tom-H@ck           |
| 27                 | 聖クロニカ学園                             | Tom-H@ck           | Tom-H@ck           |
| 28                 | うんこ幼女シスター                         | Tom-H@ck           | Tom-H@ck           |
| 29                 | おどろおどろ                               | Tom-H@ck           | Tom-H@ck           |
| 30                 | 小鷹VS不良                                 | Tom-H@ck           | Tom-H@ck           |
| 31                 | 俺は不良なんかじゃない                     | Tom-H@ck           | Tom-H@ck           |
| 32                 | エロゲの朗読                               | Tom-H@ck           | Tom-H@ck           |
| 33                 | 隣人部しっと中                             | Tom-H@ck           | Tom-H@ck           |
| 34                 | 純粋なる恋心                               | Tom-H@ck           | Tom-H@ck           |
| 35                 | 小鷹は気がつかない、けど                   | Tom-H@ck           | Tom-H@ck           |
| 36                 | 私のキ・モ・チ（TVサイズ）                 | Tom-H@ck           | Tom-H@ck           |
| 37                 | 残念系隣人部★★☆（TVサイズ）                | Tom-H@ck           | Tom-H@ck           |
| データCDパート     |                                            |                    |                    |
| 01                 | 残念系隣人部★★☆ オリジナルカラオケ guitar+ | Tom-H@ck           | Tom-H@ck           |
| 02                 | 残念系隣人部★★☆ オリジナルカラオケ bass+   | Tom-H@ck           | Tom-H@ck           |
| 03                 | 残念系隣人部★★☆ オリジナルカラオケ drum+   | Tom-H@ck           | Tom-H@ck           |
| 04                 | 私のキ・モ・チ オリジナルカラオケ guitar+  | Tom-H@ck           | Tom-H@ck           |
| 05                 | 私のキ・モ・チ オリジナルカラオケ bass+    | Tom-H@ck           | Tom-H@ck           |
| 06                 | 私のキ・モ・チ オリジナルカラオケ drum+    | Tom-H@ck           | Tom-H@ck           |

### 僕は友達が少ないNEXT オリジナルサウンドトラック
2013年3月27日に発売。テレビアニメ第2期のオープニングテーマ・エンディングテーマのTVサイズバージョン、BGMが収録されている。全曲の作曲・編曲はTom-H@ckが手掛けている。ディスクジャケットには三日月夜空、柏崎星奈が描かれている。

## ベストアルバム

### 僕は友達が少ない 隣人部ボーカルコレクション
2013年8月28日に発売。主題歌CDに収録されていた曲や映像作品の特典である『あそーとCD』シリーズに収録されていた楽曲19曲が収録されている。「Over the Distance」の6人バージョンのみこのアルバムに新たに収録されている。「小鳩のうたってみた！」の収録曲と、『あそーとCD6』に収録されていた「はじまりの日はいつも」は収録されていない。
ジャケットはアニメイラストの三日月夜空と柏崎星奈が描き下ろされた。

## ラジオCD
音泉、HiBiKi Radio Stationで配信されているインターネットラジオ『僕は友達が少ない on AIR RADIO』のラジオCD。
ディスクは2枚組の構成になっており、1枚目は新規録り下ろしの音源が収録されたオーディオCD、2枚目は通常配信分が収録されているデータCD-ROMになっている。ディスクジャケットのイラストはテレビアニメ版のアニメスタッフによる描き下ろし。
パーソナリティは、木村良平、井上麻里奈。第27回より、山本希望が隔週でパーソナリティを担当している。

### Vol.1
初回生産分には特典としてクリスマスを楽しむ事をコンセプトにしたエアクリスマスCDが同梱されており、木村良平、井上麻里奈、伊藤かな恵のトーク音源が収録されている。ディスクジャケットには羽瀬川小鷹、三日月夜空、柏崎星奈が描かれている。
1枚目のディスクはオーディオCDになって収録されている。新規録り下ろしの音源では、木村良平、井上麻里奈、伊藤かな恵による大富豪大会の模様が収録されている。2枚目のディスクには本放送第0回から第9回の内容が収録されている。なお、本放送第6回・第7回のゲストとして伊藤かな恵が出演している。
収録内容
DISC-1（オーディオCD）
1. 新規録りおろし音源

DISC-2（データCD）
1. 僕は友達が少ない on AIR RADIO 第1回
2. 僕は友達が少ない on AIR RADIO 第2回
3. 僕は友達が少ない on AIR RADIO 第3回
4. 僕は友達が少ない on AIR RADIO 第4回
5. 僕は友達が少ない on AIR RADIO 第5回
6. 僕は友達が少ない on AIR RADIO 第6回
7. 僕は友達が少ない on AIR RADIO 第7回
8. 僕は友達が少ない on AIR RADIO 第8回
9. 僕は友達が少ない on AIR RADIO 第9回

### Vol.2
1枚目のディスクはオーディオCDになって収録されている。新規録り下ろしの音源では、山本希望と木村良平の友達である内山昂輝がゲストとして出演している。2枚目のディスクには本放送第10回から第23回の内容が収録されている。なお、本放送のゲストとして第10回・第11回に山本希望、第14回・第15回に井口裕香、第20回・第21回に福圓美里が出演している。
収録内容
DISC-1（オーディオCD）
1. 新規録りおろし音源

DISC-2（データCD）
1. 僕は友達が少ない on AIR RADIO 第10回
2. 僕は友達が少ない on AIR RADIO 第11回
3. 僕は友達が少ない on AIR RADIO 第12回
4. 僕は友達が少ない on AIR RADIO 第13回
5. 僕は友達が少ない on AIR RADIO 第14回
6. 僕は友達が少ない on AIR RADIO 第15回
7. 僕は友達が少ない on AIR RADIO 第16回
8. 僕は友達が少ない on AIR RADIO 第17回
9. 僕は友達が少ない on AIR RADIO 第18回
10. 僕は友達が少ない on AIR RADIO 第19回
11. 僕は友達が少ない on AIR RADIO 第20回
12. 僕は友達が少ない on AIR RADIO 第21回
13. 僕は友達が少ない on AIR RADIO 第22回
14. 僕は友達が少ない on AIR RADIO 第23回

### Vol.3
1枚目のディスクはオーディオCDになって収録されている。新規録り下ろしの音源では、木村良平、井上麻里奈、伊藤かな恵、山本希望、花澤香菜によるトークが収録されている。2枚目のディスクには本放送第24回から第33回の内容が収録されている。なお、本放送のゲストとして第25回に山本希望が出演している。
ラジオCD『僕は友達が少ない on AIR RADIO Vol.3 TSUTAYA限定盤』が、TSUTAYAで、2013年3月27日からレンタルを行っている。1枚目のディスクはオーディオCDになって収録されている新規録り下ろしの音源では、木村良平、井上麻里奈、伊藤かな恵、山本希望、花澤香菜によるTSUTAYA限定盤でしか聞けないトークが収録されている。
収録内容
DISC-1（オーディオCD）
1. 新規録りおろし音源

DISC-2（データCD）
1. 僕は友達が少ない on AIR RADIO 第24回
2. 僕は友達が少ない on AIR RADIO 第25回
3. 僕は友達が少ない on AIR RADIO 第26回
4. 僕は友達が少ない on AIR RADIO 第27回
5. 僕は友達が少ない on AIR RADIO 第28回
6. 僕は友達が少ない on AIR RADIO 第29回
7. 僕は友達が少ない on AIR RADIO 第30回
8. 僕は友達が少ない on AIR RADIO 第31回
9. 僕は友達が少ない on AIR RADIO 第32回
10. 僕は友達が少ない on AIR RADIO 第33回

### Vol.4
1枚目のディスクはオーディオCDになって収録されている。新規録り下ろしの音源では、井口裕香がゲストとして出演している。2枚目のディスクには本放送第34回から第44回の内容が収録されている。なお、本放送のゲストとして第44回に山本希望が出演している。
収録内容
DISC-1（オーディオCD）
1. 新規録りおろし音源

DISC-2（データCD）
1. 僕は友達が少ない on AIR RADIO 第34回
2. 僕は友達が少ない on AIR RADIO 第35回
3. 僕は友達が少ない on AIR RADIO 第36回
4. 僕は友達が少ない on AIR RADIO 第37回
5. 僕は友達が少ない on AIR RADIO 第38回
6. 僕は友達が少ない on AIR RADIO 第39回
7. 僕は友達が少ない on AIR RADIO 第40回
8. 僕は友達が少ない on AIR RADIO 第41回
9. 僕は友達が少ない on AIR RADIO 第42回
10. 僕は友達が少ない on AIR RADIO 第43回
11. 僕は友達が少ない on AIR RADIO 第44回

## BD・DVD特典CD

### 第1期
DVD・BDの初回生産版の特典として同梱されているCD。各巻に1枚同梱されており、名称は「あそーとCD」である。
第4巻・第5巻に同梱の「あそーとCD4」および「あそーとCD5」に収録されている「隣人部カラオケ選曲集」は、第6話で隣人部のメンバーがカラオケボックスで歌唱した楽曲である。なお、「あそーとCD5」に収録されている高山マリアのキャラクターソング「いきなり！モンスタァ☆」のみ劇中で使用されていない。なお、「隣人部カラオケ選曲集」の全7曲のテレビサイズバージョンの着うたが先行的に2011年12月21日に配信された。
第6巻に同梱の「あそーとCD6」に収録されている「僕は友達が少ない ぽーたぶる・ソングコレクション」は、PSPゲーム『僕は友達が少ない ぽーたぶる』および同ゲームの初回限定版特典として同梱予定の『きらめきスクールライフSP』で使用されるキャラクターソングを収録している。

#### あそーとCD1
トラック1〜4は書き下ろしドラマCDが収録されている。
1. 「（笑）」その1 [2:17]
2. 「（笑）」その2 [4:24]
3. 「（笑）」その3 [13:38]
4. 「（笑）」その4 [4:41]
5. Pureness Shyness [4:00]
歌：三日月夜空（井上麻里奈）
作詞：hotaru、作曲・編曲：Tom-H@ck
6. Pureness Shyness（オリジナルカラオケ）

#### あそーとCD2
トラック1〜8は書き下ろしドラマCDが収録されている。
1. 「夏休みのしくだい」その1
2. 「夏休みのしくだい」その2
3. 「夏休みのしくだい」その3
4. 「夏休みのしくだい」その4
5. 「夏休みのしくだい」その5
6. 「夏休みのしくだい」その6
7. 「夏休みのしくだい」その7
8. 「夏休みのしくだい」その8
9. 欲張りMySoul  [3:51]
歌：柏崎星奈（伊藤かな恵）
作詞：hotaru、作曲・編曲：Tom-H@ck
10. 欲張りMySoul（オリジナルカラオケ）

#### あそーとCD3
トラック1〜6は「ロマンシング佐賀・サウンドコレクション」。
1. OPENING
作曲・編曲：伊藤賢治
2. FIELD
作曲・編曲：伊藤賢治
3. BATTLE
作曲・編曲：伊藤賢治
4. BOSS BATTLE
作曲・編曲：伊藤賢治
5. DEAD
作曲・編曲：伊藤賢治
6. GAME OVER
作曲・編曲：伊藤賢治
7. 強き心に花よ咲け [4:04]
歌：楠幸村（山本希望）
作詞：hotaru、作曲・編曲：Tom-H@ck
8. 強き心に花よ咲け（オリジナルカラオケ）

#### あそーとCD4
トラック1〜3は「隣人部カラオケ選曲集1」。
1. FLOWER [5:42]
歌：羽瀬川小鷹（木村良平）
作詞：平坂読、作曲：Tom-H@ck、編曲：yamazo
  - テレビアニメ『僕は友達が少ない』第6話挿入歌
2. 二人の季節 [5:01]
歌：三日月夜空（井上麻里奈）
作詞：石川智絵、作曲・編曲：yamazo
  - テレビアニメ『僕は友達が少ない』第12話挿入歌
3. ゆけゆけゲルニカちゃん！ [3:39]
歌：羽瀬川小鳩（花澤香菜）
作詞：hotaru、作曲・編曲：eba
  - テレビアニメ『僕は友達が少ない』第6話挿入歌[注 2]
4. 天才妄想科学論 [4:46]
歌：志熊理科（福圓美里）
作詞：hotaru、作曲・編曲：Tom-H@ck
5. 天才妄想科学論（オリジナルカラオケ）

#### あそーとCD5
トラック1〜4は「隣人部カラオケ選曲集2」。
1. 二人の季節 [5:02]
歌：柏崎星奈（伊藤かな恵）
作詞：石川智絵、作曲・編曲：yamazo
2. 漢の生きる道 [3:55]
歌：楠幸村（山本希望）
作詞：稲葉エミ、作曲・編曲：百石元
  - テレビアニメ『僕は友達が少ない』第6話挿入歌
3. SHOCK YOUR EYES [3:55]
歌：志熊理科（福圓美里）
作詞：hotaru、作曲・編曲：奈良悠樹
  - テレビアニメ『僕は友達が少ない』第6話挿入歌
4. いきなり！モンスタァ☆ [3:39]
歌：高山マリア（井口裕香）
作詞：hotaru、作曲・編曲：eba
5. 不機嫌*吸血鬼 [3:45]
歌：羽瀬川小鳩（花澤香菜）
作詞：hotaru、作曲：Tom-H@ck、編曲：yamazo
6. 不機嫌*吸血鬼（オリジナルカラオケ）

#### あそーとCD6
トラック1〜7は「僕は友達が少ない ぽーたぶる・ソングコレクション」。
（全作詞：hotaru、全作曲・編曲：yamazo）
1. Over the Distance（夜空Ver.）
歌：三日月夜空（井上麻里奈）
PSPゲーム『僕は友達が少ない ぽーたぶる』エンディングテーマ
2. Over the Distance（星奈Ver.）
歌：柏崎星奈（伊藤かな恵）
PSPゲーム『僕は友達が少ない ぽーたぶる』エンディングテーマ
3. Over the Distance（幸村Ver.）
歌：楠幸村（山本希望）
PSPゲーム『僕は友達が少ない ぽーたぶる』エンディングテーマ
4. Over the Distance（理科Ver.）
歌：志熊理科（福圓美里）
PSPゲーム『僕は友達が少ない ぽーたぶる』エンディングテーマ
5. Over the Distance（小鳩Ver.）
歌：羽瀬川小鳩（花澤香菜）
PSPゲーム『僕は友達が少ない ぽーたぶる』エンディングテーマ
6. Over the Distance（マリアVer.）
歌：高山マリア（井口裕香）
PSPゲーム『僕は友達が少ない ぽーたぶる』エンディングテーマ
7. はじまりの日はいつも
歌：藤林あかり（川澄綾子）
PSPゲーム『きらめきスクールライフSP』テーマソング
8. Hello, Happy Sunday!!
歌：高山マリア（井口裕香）
作曲・編曲：Tom-H@ck
9. Over the Distance（オリジナルカラオケ）
10. はじまりの日はいつも（オリジナルカラオケ）
11. Hello, Happy Sunday!!（オリジナルカラオケ）

### OVA『僕は友達が少ない あどおんでぃすく』
君は友達
1. 君は友達
歌：羽瀬川小鷹（木村良平）、三日月夜空（井上麻里奈）、柏崎星奈（伊藤かな恵）、楠幸村（山本希望）、志熊理科（福圓美里）、羽瀬川小鳩（花澤香菜）、高山マリア（井口裕香）
作詞：hotaru、作曲：Tom-H@ck、編曲：yamazo
  - OVA『僕は友達が少ない あどおんでぃすく』エンディングテーマ

2. 君は友達（オリジナルカラオケ）
3. 君は友達（ショートサイズ）

### 第2期

#### ねくすとCD 1
1. Staring Stars
歌：柏崎星奈（伊藤かな恵）
作詞：hotaru、作曲・編曲：Tom-H@ck
2. Be My Friend -星奈Featuring隣人部 VER-
歌：柏崎星奈（伊藤かな恵） Featuring 隣人部
作詞：平坂読・hotaru、作曲・編曲：Tom-H@ck
3. 僕らの翼 -星奈Featuring隣人部 VER-
歌：柏崎星奈（伊藤かな恵） Featuring 隣人部
作詞：平坂読・稲葉エミ、作曲・編曲：yamazo

#### ねくすとCD 2
1. 送信履歴
歌：三日月夜空（井上麻里奈）
作詞：平坂読・hotaru、作曲・編曲：Tom-H@ck
2. Be My Friend -夜空Featuring隣人部 VER-
歌：三日月夜空（井上麻里奈） Featuring 隣人部
作詞：平坂読・hotaru、作曲・編曲：Tom-H@ck
3. 僕らの翼 -夜空Featuring隣人部 VER-
歌：三日月夜空（井上麻里奈） Featuring 隣人部
作詞：平坂読・稲葉エミ、作曲・編曲：yamazo

#### ねくすとCD 3
1. FANTASISTA
歌：楠幸村（山本希望）
作詞：平坂読・hotaru、作曲・編曲：Tom-H@ck
2. Be My Friend -幸村Featuring隣人部 VER-
歌：楠幸村（山本希望） Featuring 隣人部
作詞：平坂読・hotaru、作曲・編曲：Tom-H@ck
3. 僕らの翼 -幸村Featuring隣人部 VER-
歌：楠幸村（山本希望） Featuring 隣人部
作詞：平坂読・稲葉エミ、作曲・編曲：yamazo

#### ねくすとCD 4
1. PASTEL B☆X
歌：羽瀬川小鳩（花澤香菜）
作詞：hotaru、作曲：Tom-H@ck、編曲：yamazo
2. Be My Friend -小鳩Featuring隣人部 VER-
歌：羽瀬川小鳩（花澤香菜） Featuring 隣人部
作詞：平坂読・hotaru、作曲・編曲：Tom-H@ck
3. 僕らの翼 -小鳩Featuring隣人部 VER-
歌：羽瀬川小鳩（花澤香菜） Featuring 隣人部
作詞：平坂読・稲葉エミ、作曲・編曲：yamazo

#### ねくすとCD 5
1. ブレス
歌：高山マリア（井口裕香）
作詞：平坂読・hotaru、作曲：Tom-H@ck
2. Be My Friend -マリアFeaturing隣人部 VER-
歌：高山マリア（井口裕香） Featuring 隣人部
作詞：平坂読・hotaru、作曲・編曲：Tom-H@ck
3. 僕らの翼 -マリアFeaturing隣人部 VER-
歌：高山マリア（井口裕香） Featuring 隣人部
作詞：平坂読・稲葉エミ、作曲・編曲：yamazo

#### ねくすとCD 6
1. 君と僕
歌：志熊理科(CV:福圓美里)
作詞：平坂読・hotaru、作曲：Tom-H@ck
2. Be My Friend -理科Featuring隣人部 VER-
歌：志熊理科(CV:福圓美里) Featuring 隣人部
作詞：平坂読・hotaru、作曲・編曲：Tom-H@ck
3. 僕らの翼 -理科Featuring隣人部 VER-
歌：志熊理科(CV:福圓美里) Featuring 隣人部
作詞：平坂読・稲葉エミ、作曲・編曲：yamazo